# Ланген-бай-Брегенц
Ланген-бай-Брегенц — містечко та громада округу Брегенц в землі Форарльберг, Австрія. Ланген-бай-Брегенц лежить на висоті 658 м над рівнем моря і займає площу 21,88 км². Громада налічує 1300 мешканців. 
Густота населення 59/км².  
Громада лежить в районі, який носить назву Брегенцький ліс. Неподалік розкинулося Боденське озеро. Через містечко протікає річка Брезенцер Ах. Населення Форальбергу розмовляє алеманським діалектом німецької мови, а тому ближче до швейцарців, ніж до населення більшої частини Австрії, яке розмовляє баварсько-австрійським діалектом. Основною індустрією Форальбергу є спортивний туризм, і кожен населений пункт має розвинуту інфраструктуру: транспорт, готелі тощо. 
|                                             |
| Ланген-бай-Брегенц на мапі округу та землі. |

Адреса управління громади: Dorf 150, 6932 Langen bei Bregenz. 

## Демографія
Історична динаміка населення міста за даними сайту Statistik Austria